# 横田五兄弟
横田五兄弟（よこたごきょうだい）は、戦国時代に宇都宮氏一門の横田綱邑の息子のうち、喜連川五月女坂の戦いで活躍して討死した5人のことである。

## 概要
横田綱邑には6人の男子がおり、そのうちの5人が天文18年（1549年）の喜連川五月女坂の戦いで宇都宮氏当主の宇都宮尚綱に従い、那須高資と戦った。
那須氏の伏兵で宇都宮軍が混乱する中、宇都宮一門笠間氏家臣の満川忠親が少数の兵を率いて斬り込み奮闘するが、討死。横田五兄弟も那須軍を食い止めるために200の手勢を指揮し、奮闘した。那須軍の軍勢を押し戻すなどの活躍をしたが、この合戦で五兄弟は全員討死した。その後、那須家臣の鮎ヶ瀬実光の弓矢によって宇都宮尚綱も討死し、大敗してしまった。横田氏はこの合戦で大打撃をうけてしまった。
その後、横田氏は末弟である横田綱久が継いだ。

## 五兄弟
- 横田綱維
- 横田維業
- 横田弥業
- 横田茂業
- 横田業通